# ジャーダ・デ・ラウレンティス
ジャーダ・デ・ラウレンティス（Giada De Laurentiis、1970年8月22日 - ）は、イタリア・ローマ出身のセレブリティ・シェフ、料理番組司会者、料理店主、作家、女優、フードスタイリスト、エミー賞受賞テレビ番組司会者。

## 略歴
1970年8月22日、ローマにて俳優兼映画プロデューサーのアレックス・ベネデッティと女優・デザイナーのヴェロニカ・デ・ラウレンティスとの間に生まれた。アカデミー賞受賞俳優で映画プロデューサーのディノ・デ・ラウレンティスは祖父、また戦後のイタリアを代表する美人女優のシルヴァーナ・マンガーノは祖母に当たる。両親の離婚後の1977年に、母のヴェロニカや弟妹と共にニューヨークやフロリダを経て南カリフォルニアに移住した。ロサンゼルスのメアリーマウント高校卒業後、1996年にUCLAにて社会人類学を修了した。
大学卒業後は、パリのコルドンブルーにて料理を学び、アメリカに帰国後はフードスタイリストや一流レストランでの修行に明け暮れた。その後、ロサンゼルスにてケータリングサービスの会社を設立。2002年に『フード＆ワイン』に特集されたラウレンティス一家の記事が、テレビ局役員の目に留まり、テレビ界に足を踏み入れるきっかけとなった。一方で、翌2003年には弟をメラノーマで亡くす悲劇に見舞われた。
2006年3月4日よりフード・ネットワークの『毎日がイタリアン-ジャーダのカジュアル・クッキング-』に出演。好評を得て、彼女の出世作となった。以後、数々の料理番組に出演し、著作物も多く残している。
料理番組に出演する時は、胸元を露わにしたセクシーな衣装であることが多い。また大のチョコレート好きで、チョコレートを使ったレシピも多い。

## 受賞歴
2008年に『毎日がイタリアン-ジャーダのカジュアル・クッキング-』で、2009年に『ジャーダのおもてなしレシピ』でデイタイム・エミー賞(Outstanding Lifestyle Host )を受賞。2012年にグレイシー賞受賞。同年、Culinary Hall of Fame（No.0036）に列せられる。

## 私生活
2003年5月25日にファッションデザイナーのトッド・トンプソンと14年越しの交際を実らせ結婚。2008年3月29日に一人娘のジェード・マリー・デ・ラウレンティス＝トンプソン（Jade Marie De Laurentiis-Thompson）をもうけた。2014年12月29日に、自身のウェブサイトで7月に夫と離婚していたことを明らかにした。

## テレビ出演歴
- 『毎日がイタリアン-ジャーダのカジュアル・クッキング-』 Everyday Italian （2006年3月4日 - 2008年2月） - 相田さやかが声優として担当。
- 『ジャーダ・ウィークエンド・ゲートウェイ』 Giada's weekend gateaways （2007年 - 2008年）
- 『ジャーダのおもてなしレシピ』 Giada's at Home （2008年10月18日 - 2014年4月）
- ジャーダのホームクッキング　(ディスカバリーチャンネル、LaLa TV、BS11)
- ジャーダのイタリアンクッキング　(ディスカバリーチャンネル、LaLa TV、BS11)
- ボビー・フレイを倒せ！（解説者）（ディスカバリーチャンネル）

## 著作物
- Everyday Italian: 125 Simple and Delicious Recipes. New York: Clarkson Potter. (2005). ISBN 978-1-4000-5258-5
- Giada's Family Dinners. New York: Clarkson Potter. (2006). ISBN 978-0-307-23827-6
- Everyday Pasta. New York: Clarkson Potter. (2007). ISBN 978-0-307-34658-2
- Giada's Kitchen: New Italian Favorites. New York: Clarkson Potter. (2008). ISBN 978-0-307-34659-9
- Giada at Home: Family Recipes from Italy and California. New York: Clarkson Potter. (2010). ISBN 978-0-307-45101-9
- Weeknights with Giada: Quick and Simple Recipes to Revamp Dinner. New York: Clarkson Potter. (2012). ISBN 978-0-307-45102-6
- Giada's Feel Good Food. New York: Clarkson Potter. (2013). ISBN 978-0-307-98720-4